# Trouwjurk van Mabel Wisse Smit
De trouwjurk van Mabel Wisse Smit is de trouwjurk voor het huwelijk van de Nederlandse Mabel Wisse Smit met de Nederlandse prins Friso van Oranje-Nassau van Amsberg op 24 april 2004, ontworpen door het duo Viktor & Rolf.

## Beschrijving

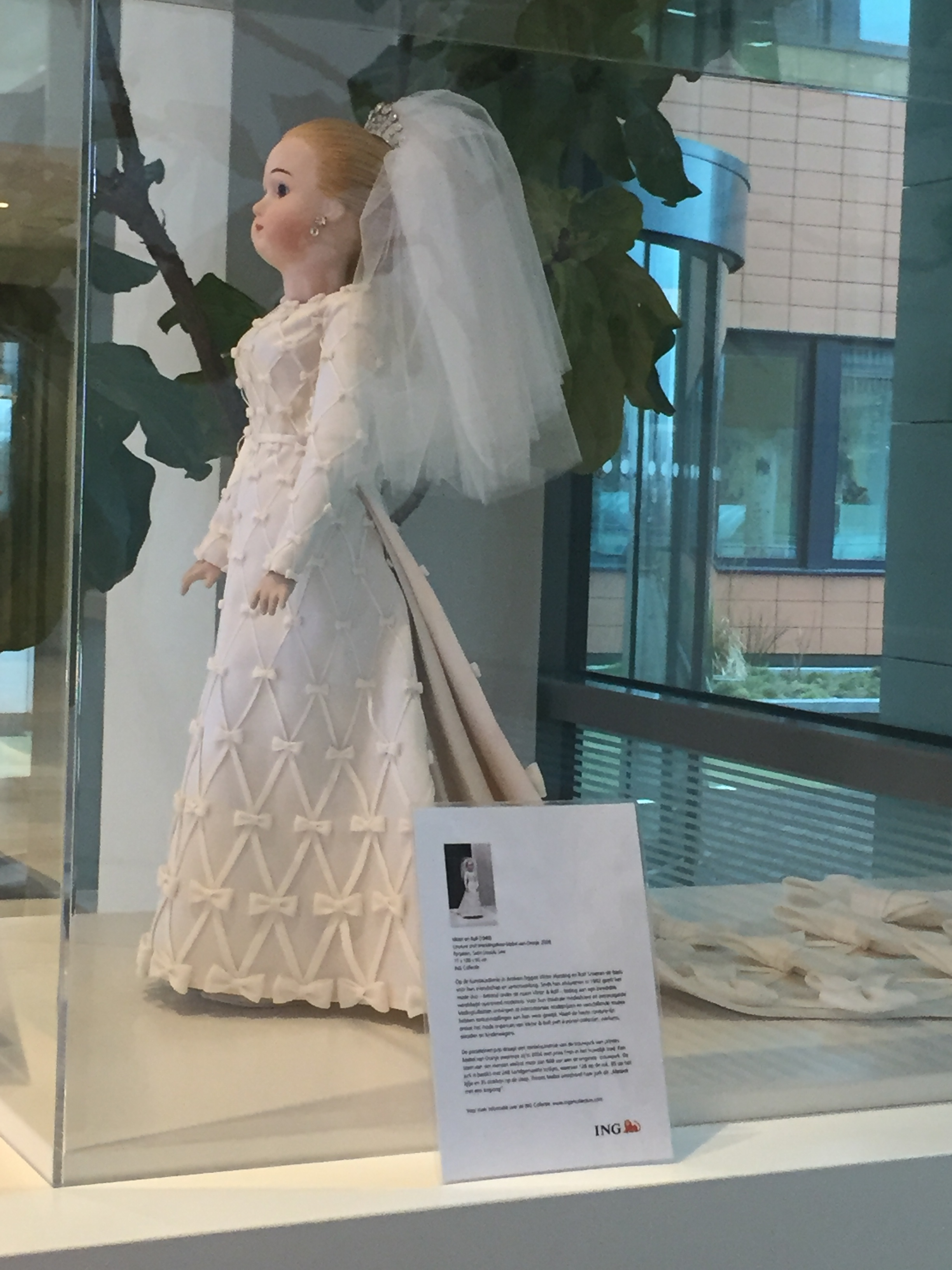
Een porseleinen pop met de trouwjurk van Mabel Wisse Smit

De jurk is een witte japon van satijn, met een nauwsluitende bodice met boothals. De sleep is 275 centimeter lang. Het lijfje, de rok en de sleep zijn bedekt met sierstrikken die naar de uitloop van de sleep steeds groter worden. Er is door vier mensen in totaal bijna zeshonderd uur gewerkt aan de jurk. Bij de jurk horen schoenen in dezelfde satijnen stof. Het kledingstuk is afgezet met 246 handgemaakte strikken en strikjes, waarvan 128 op de rok, 85 op het lijfje en 35 op de sleep.

## Verwijzing
Bij de inhuldiging van Willem-Alexander tot Koning der Nederlanden in april 2013 droeg Wisse Smit een zwarte jurk met op de witte linkermouw een grote strik zoals op de sleep van haar trouwjurk. Haar man lag sinds februari 2012 in coma na een skiongeluk. Ook deze jurk was van Viktor & Rolf.

## Collectie en expositie
De trouwjurk bevindt zich sinds 2004 in de Koninklijke Verzamelingen van het Koninklijk Huisarchief, de instelling die het merendeel van de collecties van het Huis Oranje-Nassau beheert. De jurk is meerdere keren geëxposeerd: onder andere in 2016 op de overzichtstentoonstelling Viktor & Rolf: Fashion Artists in de National Gallery of Victoria in Australië en in 2018 op de jubileumexpositie van 25 jaar Viktor & Rolf in de Kunsthal Rotterdam. Bij die laatste expositie werd ook de jurk getoond die Wisse Smit droeg bij de herdenkingsplechtigheid voor Friso van Oranje-Nassau van Amsberg.